# Сен-Мартен-дю-Френ
Сен-Марте́н-дю-Френ (фр. Saint-Martin-du-Frêne) — коммуна во Франции, находится в регионе Рона — Альпы. Департамент — Эн. Входит в состав кантона Нантюа. Округ коммуны — Нантюа.
Код INSEE коммуны — 01373.

## География
Коммуна расположена приблизительно в 390 км к юго-востоку от Парижа, в 70 км северо-восточнее Лиона, в 26 км к востоку от Бурк-ан-Бреса.
По территории коммуны протекает река Уаньен.

## Климат
Климат полуконтинентальный с холодной зимой и тёплым летом. Дожди бывают нечасто, в основном летом.

## Население
Население коммуны на 2010 год составляло 1077 человек.
| 1962 | 1968 | 1975 | 1982 | 1990 | 1999 | 2010 |
| ---- | ---- | ---- | ---- | ---- | ---- | ---- |
| 598  | 623  | 706  | 744  | 971  | 1050 | 1077 |

## Администрация
| Период | Период | Фамилия            | Партия | Примечания |
| ------ | ------ | ------------------ | ------ | ---------- |
| 1995   | 2008   | Шанталь Жанен-Тиво |        |            |
| 2008   | 2020   | Доминик Тюрк       |        |            |

## Экономика
В 2010 году среди 715 человек трудоспособного возраста (15—64 лет) 552 были экономически активными, 163 — неактивными (показатель активности — 77,2 %, в 1999 году было 74,9 %). Из 552 активных жителей работали 512 человек (288 мужчин и 224 женщины), безработных было 40 (18 мужчин и 22 женщины). Среди 163 неактивных 48 человек были учениками или студентами, 66 — пенсионерами, 49 были неактивными по другим причинам.

## Фотогалерея

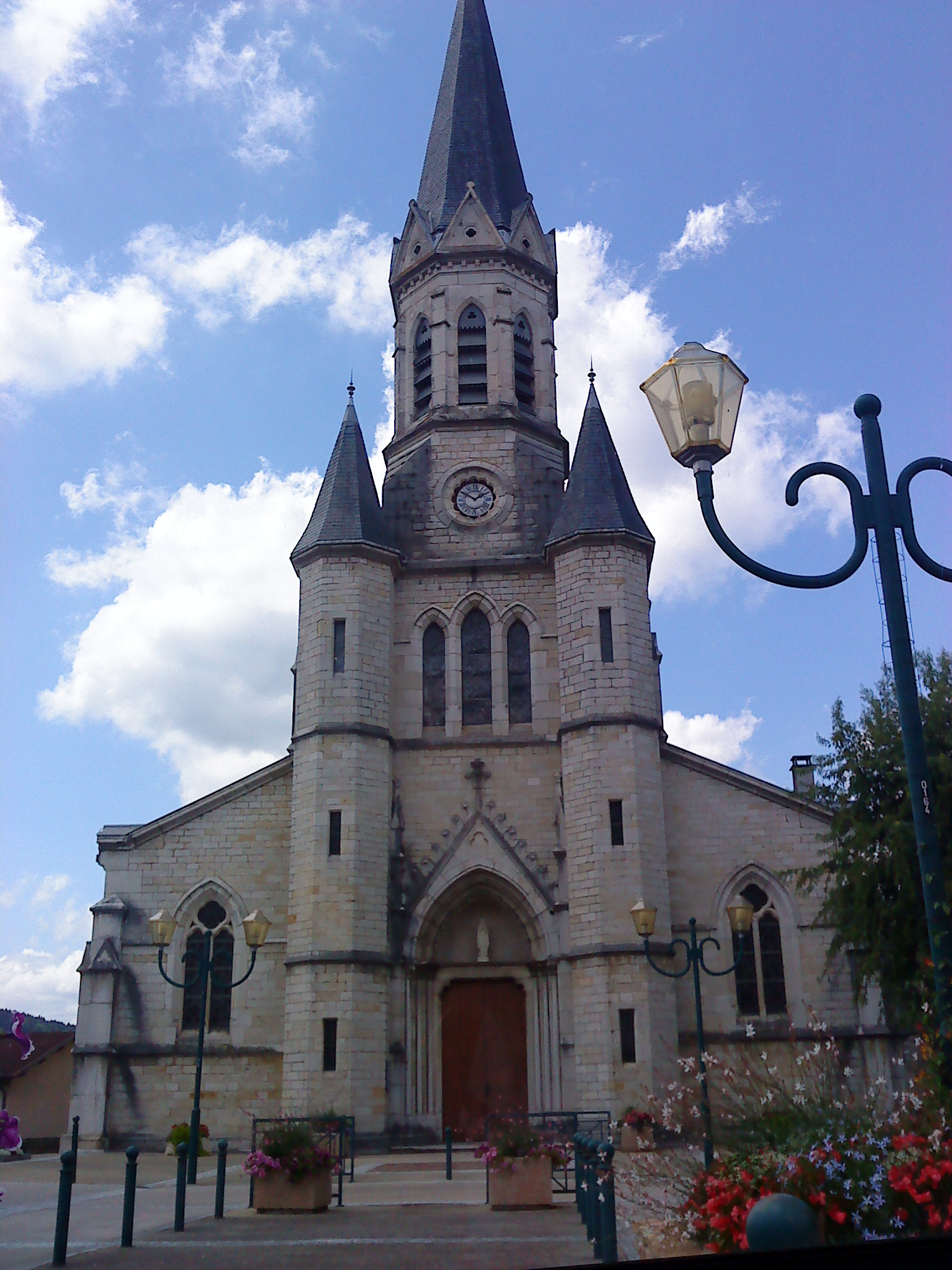
Церковь
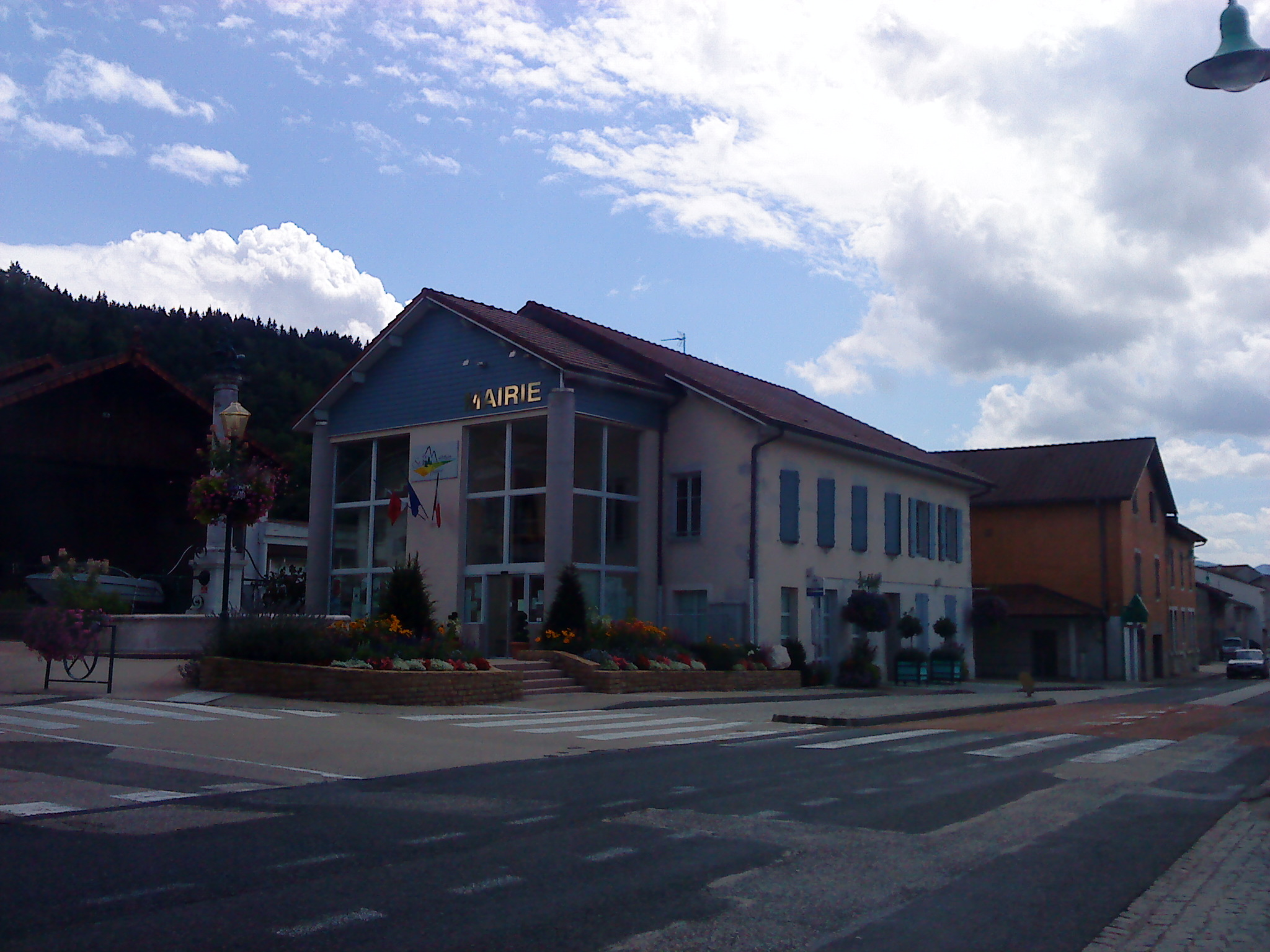
Мэрия
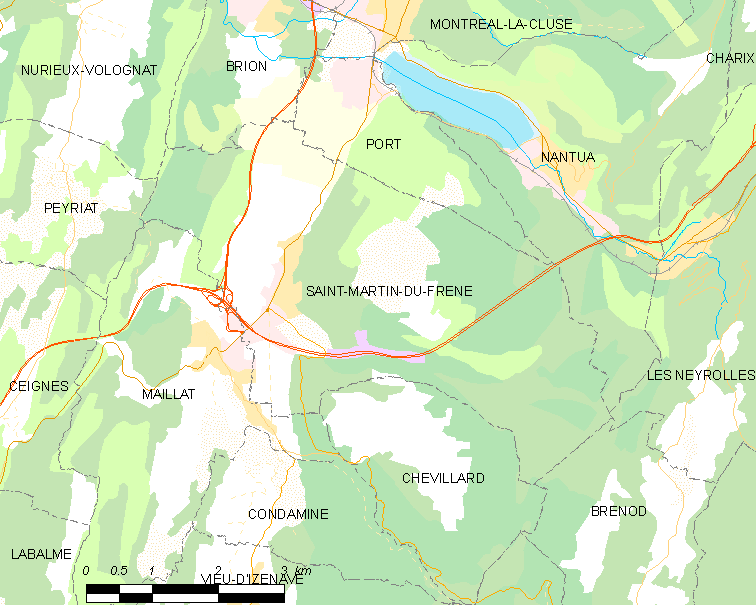
Карта коммуны